# Каптырь

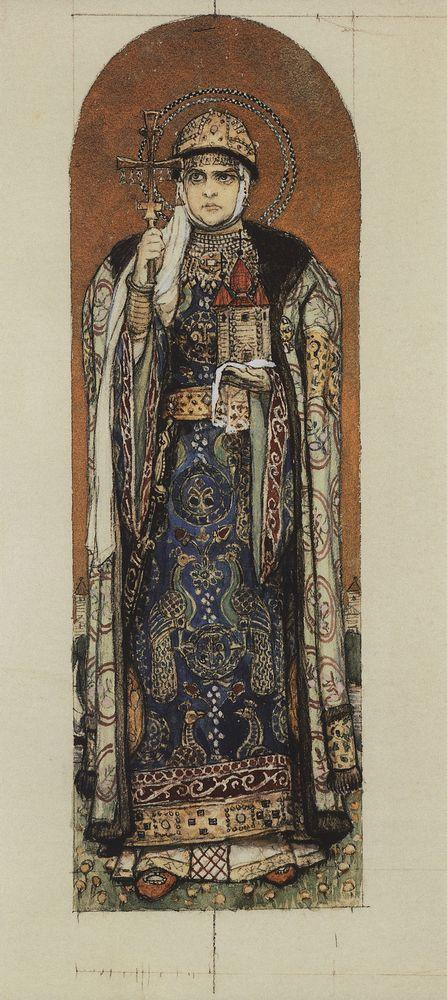
Виктор Васнецов. Княгиня Ольга в каптыре

Капты́рь, или капту́р, или кафты́рь, или каптура́ (др.-рус. каптура, каптуръ, капътуръ) — головной убор, полукруглая шапочка в виде камилавки, надеваемая монахами вместо цилиндрического клобука.
Каптырь византийского происхождения и весьма уважается в старообрядчестве. В новгородском Софийском соборе находился клобук, состоящий из каптыря с длинными отвесами (намёткой), украшенный жемчугом и яхонтами. Белый клобук — это каптырь. У русских старообрядцев каптырём называется, главным образом, намётка или пелеринка, спускающаяся от шапочки на спину, а иногда то и другое вместе. Каптуры «собольи с пухом» носили и русские царицы в XVI—XVII века.
После реформы Никона головные уборы духовенства и монашества были изменены по греческим образцам XVII века. Каптырь в Российской империи считался принадлежностью старообрядчества. На Поместном соборе Православной российской церкви 1917—1918 годов был выбран Патриарх. Новый патриарх Тихон, как и последующие Патриархи до настоящего времени, вернулись к тому самому головному убору, который носили до синодального периода русские Патриархи и который в синодальный период назывался раскольничьим — к каптырю белого цвета, его ещё называют патриарший куколь, или патриарший клобук.

## Каптыри с намёткой

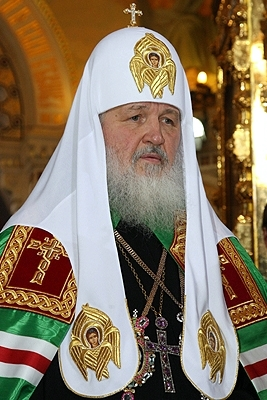
Патриарх всея Руси Кирилл в белом каптыре с крестом наверху